# Parc Jacques Depelsenaire
Le parc Jacques Depelsenaire est situé à la Ville-Haute de Charleroi, en Belgique. Il a été aménagé sur l'ancienne plaine des manœuvres.

## Appellation
Le parc a été nommé de la sorte en hommage à Jacques Depelsenaire, architecte ayant conçu bon nombre de bâtiments publics de la ville de Charleroi.
L’ensemble des espaces verts contigus  au Palais de justice de Charleroi et à son extension (le Palais du verre) étaient répartis en squares d’appellations diverses : square Napoléon, square Marie Popelin, square du deuxième chasseur. Ces espaces ont été regroupés sous une dénomination commune : le Parc Jacques Depelsenaire, dont l’inauguration a eu lieu le 4 mars 2015[réf. nécessaire],.

## Histoire et aménagements
Le parc Jacques Depelsenaire a été aménagé sur l'ancienne plaine des manœuvres qui occupait cet espace juste en face de la Caserne Trésignies jusqu'au début des années 1960. 
Le 3 septembre 1944, en prélude à la libération de Charleroi, la plaine des manœuvres est le théâtre de combats entre la Résistance et les Allemands en retraite.
Le parc, d’une superficie de 72 ares, est situé sur le même espace que le Palais de Justice et le Palais du verre (ancien Institut du verre) ; il a initialement été dessiné par Jacques Depelsenaire dans le cadre de la construction du Palais de Justice, entre 1959 et 1963.
En 2006, il fait l’objet d’une opération conjointe de sécurisation entre la Ville de Charleroi, la Régie des bâtiments, propriétaire d’une grande partie du sol, et l’Administration de la Justice; les espèces buissonneuses ont été supprimées pour être remplacées progressivement par des espèces feuillues à hautes tiges.
En 2011, la partie supérieure du parc autour du Palais du verre a été redessinée par les architectes Jean-Pierre Hernalsteens et Philippe Mousset, incluant l’aménagement d’un bassin débordant.
Depuis, la ville de Charleroi densifie les plantations en arbres à hautes tiges, fastigiés ou en couronne, et elle remplace certains espaces de pelouses par des prairies fleuries.
Parmi les essences d'arbres adultes, l'on note deux séquoias, des hêtres pourpres, un chêne d`Amérique, des sapins bleus, des robiniers, du tilleul et du charme. Pour renforcer l'aspect naturel et décoratif du parc, de nouvelles essences ont été plantées telles que des Gingko biloba, Paulownia, micocouliers, Gleditsia triacanthos, un noyer noir, des chênes  fastigiés, des érables, etc.

## Monuments
Plusieurs statues et monuments sont visibles dans le parc :
Totor et Tutur, deux lions réalisés en 1882 par Antoine-Félix Bouré, initialement situés à l'entrée de l'ancien palais de justice au boulevard Audent.
Dans la cour intérieure, deux sculptures cyclopéennes de Michel  Stiévenart, édifiées en même temps que le Palais de Justice, sorte de version moderne de Totor et Tutur.
Émergeant de l`eau du bassin, une sculpture de Jean-François Diord en hommage à Georges Lemaître, inaugurée  en 2015.
De l'autre côté du Palais du verre, une œuvre de Boris Tellegen installée en 2014 dans le cadre de Asphalte#1, biennale d'art urbain.

Entre les deux palais, un monument au roi Albert Ier.

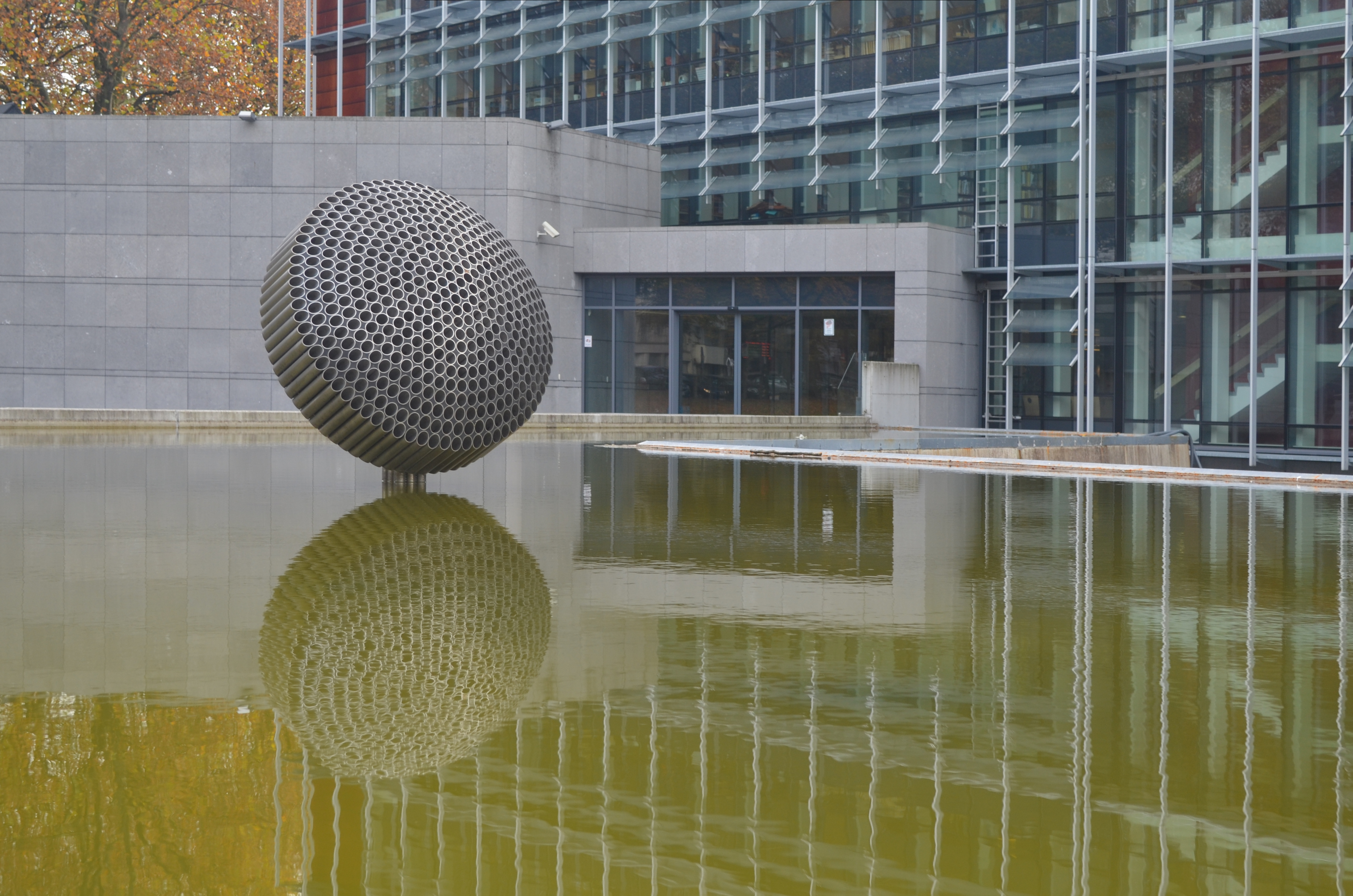
Hommage à Georges Lemaître par Jean-François Diord.
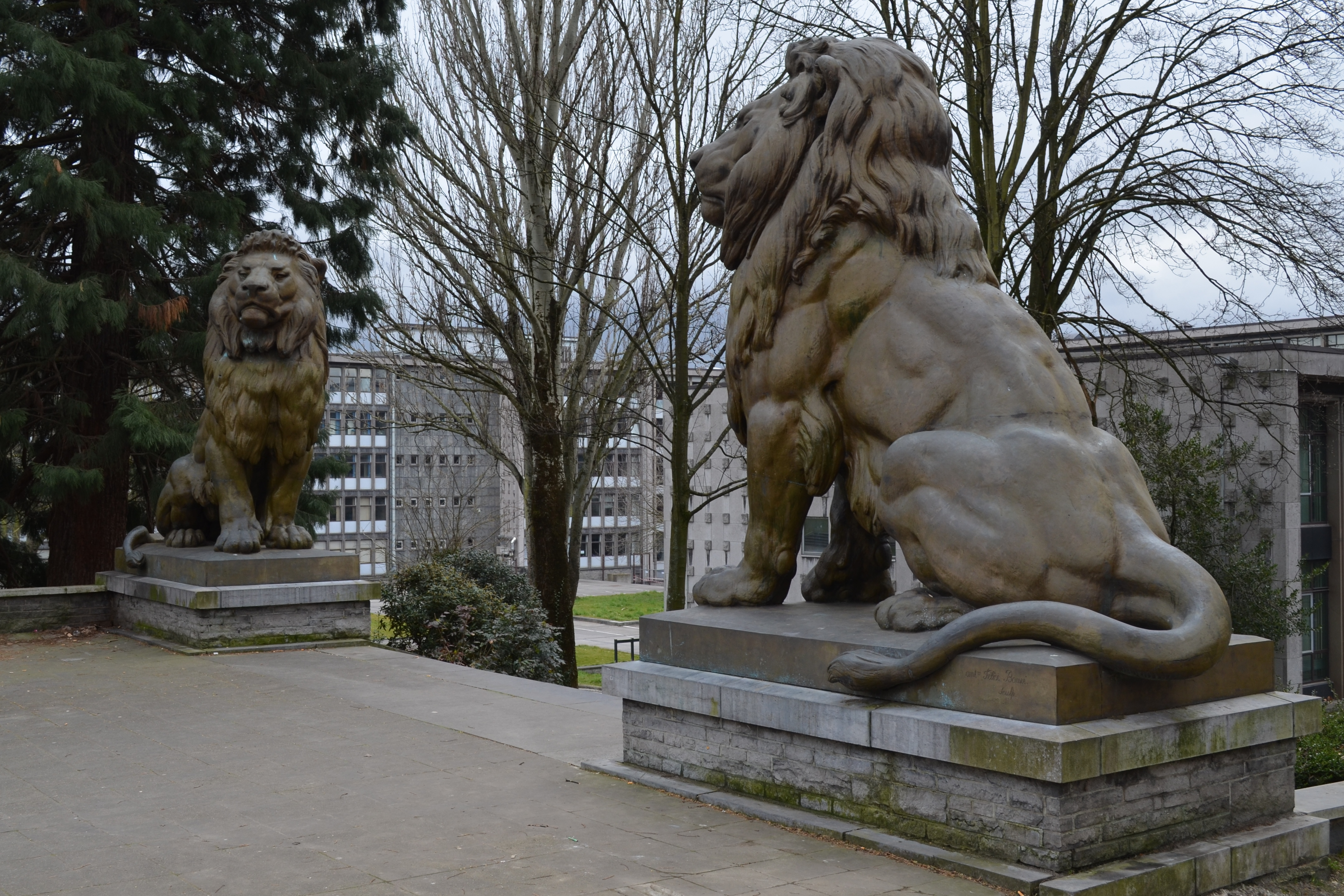
Totor et Tutur par Antoine-Félix Bouré.
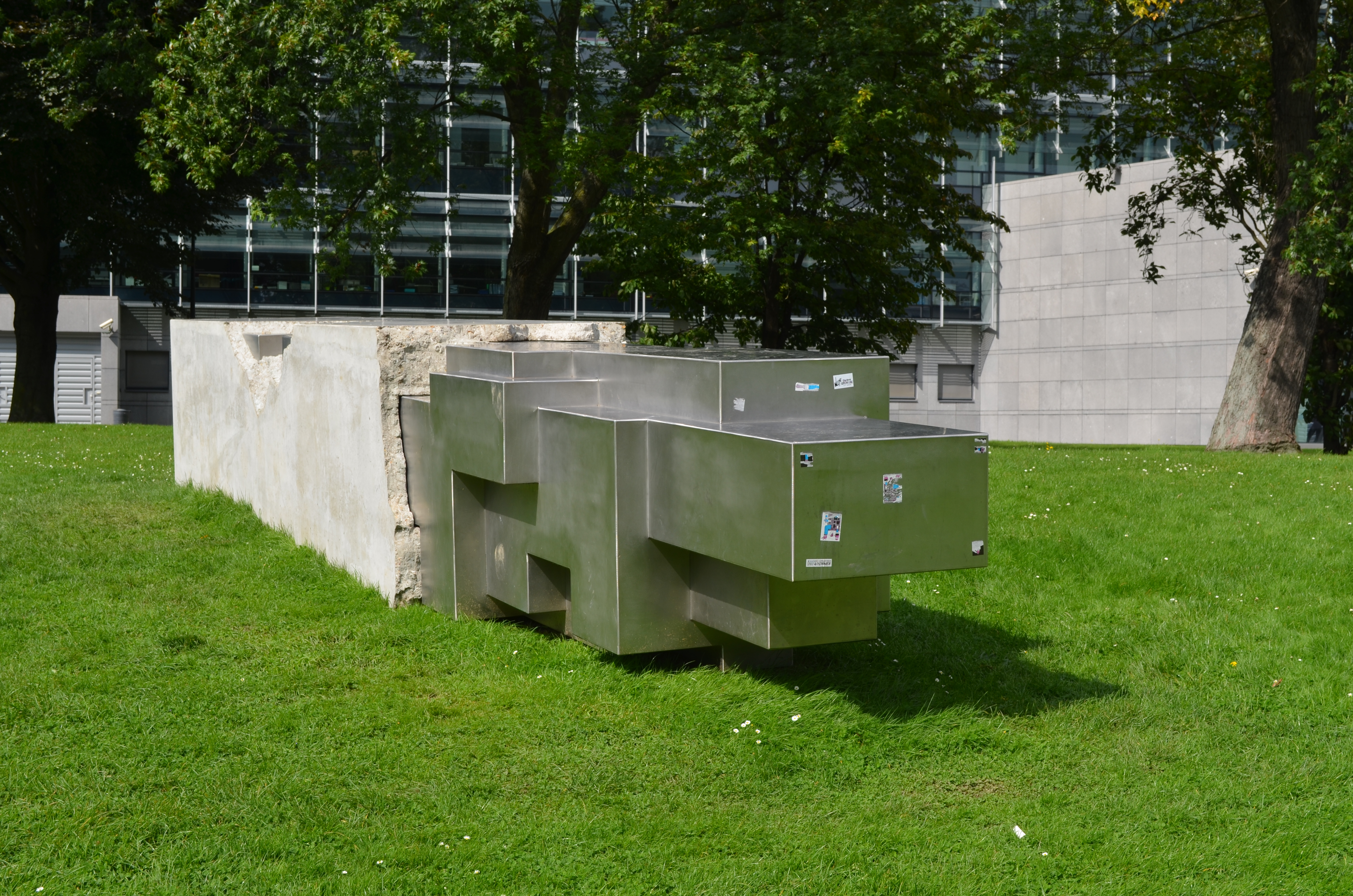
Œuvre de Boris Tellegen installée en 2014 dans le cadre de Asphalte#1, biennale d'art urbain.